# 绝杀慕尼黑
《绝杀慕尼黑》（俄语：Движение вверх，羅馬化：Dvizhenie vverkh，直译：「向上运动」）是2017年安东·梅格尔季切夫执导的俄罗斯体育片。该片根据真实事件改编，讲述了1972年9月9日至10日在德国慕尼黑举行的第20届夏季奥运会男子篮球决赛中，苏联国家队战胜美国队的故事。
电影于2017年12月22日在莫斯科Oktyabr电影院举行首映式，12月28日在俄罗斯全面上映。在正式上映的第一天，就有超过70万的观众观看了它。2018年1月5日，影片在拉脱维亚、立陶宛和爱沙尼亚上映。2018年1月14日，影片在德国、奥地利、比利时和卢森堡的电影院开始上映。

## 背景
这部电影部分改编自苏联篮球运动员谢尔盖·别洛夫的自传（2011），献给1980年莫斯科夏季奥运会三十周年。影片还提及了1972年9月5日至6日慕尼黑奥运会上发生的悲剧，当时以色列奥运代表队11名成员被巴勒斯坦恐怖分子屠杀，城市陷入恐怖气氛。尽管恢复开赛，但大家的心情都很压抑，决赛的紧张气氛异常高。

## 情节
1970年，苏联男篮国家队换帅。前列宁格勒斯巴达队（现名：圣彼得堡斯巴达，大陆男子篮球联赛球队）教练弗拉基米尔·加兰任为球队注入了新鲜空气，他采取美式训练方法，并将球队成员大量撤换。他们在之后进行的第一场比赛——1971男篮欧洲杯上表现不错。不过，加兰任还有更大野心：他在新闻发布会上表示，他们将在1972奥运会上击败美国国家队。教练的言论吓坏了体育官员，对他们来说，不用丢脸，保住自己的官职才是第一要务。加兰任开始推动更多的海外友谊赛。同时，苏联国家队内部问题重重。过海关时，部分球员走私被查；国家队队长（立陶宛人莫德斯塔斯·保罗斯卡斯）不断发表反苏言论；在美国进行的友谊赛中，亚历山大·别洛夫意外摔倒在地。随后他被查出罕见心脏病，他参加国家队比赛的资格因此受到了质疑。而加兰任本人需要为他坐在轮椅上的儿子舒尔卡进行手术，而苏联当时并没有这个医疗条件，为了让别洛夫住院他垫出了本来给儿子治病的钱。
奥运会在慕尼黑开幕。苏联和美国的国家队正满怀信心地一步步的走向决赛。9月4日，慕尼黑发生恐怖袭击。在休息和哀悼之后，官方正在讨论放弃进一步比赛的可能性，但苏联篮协主席格里沙决定继续比赛。决赛打响了，全国正在电视上观看这场比赛。比赛一开始，苏联篮球运动员取得了优势：他们不断领先10分。接近尾声时，亨利·艾巴的守卫们齐聚一堂，将敌人带入了强硬的压力之中。苏联国家队球员开始紧张并犯错。终场哨响前6秒，当苏联男篮以一分之差领先时，别洛夫传球被截，萨坎德利泽犯规。美国国家队球员道格拉斯·柯林斯两罚全中，美国队首次领先比分。在结束前3秒，投球命中，终场哨响起。比赛输了，美国人开始庆祝，但莫伊谢耶夫注意到计时器有问题。随后比赛被判重开，球归苏联国家队。伊万·埃德什科横传跨院球场，将球传给别洛夫，后者将球投进篮筐。苏联国家队以51:50的比分获胜。之后在更衣室里，苏联国家队的所有球员都将决赛奖金交给加兰任给儿子做手术。